# Franciszek II Rakoczy

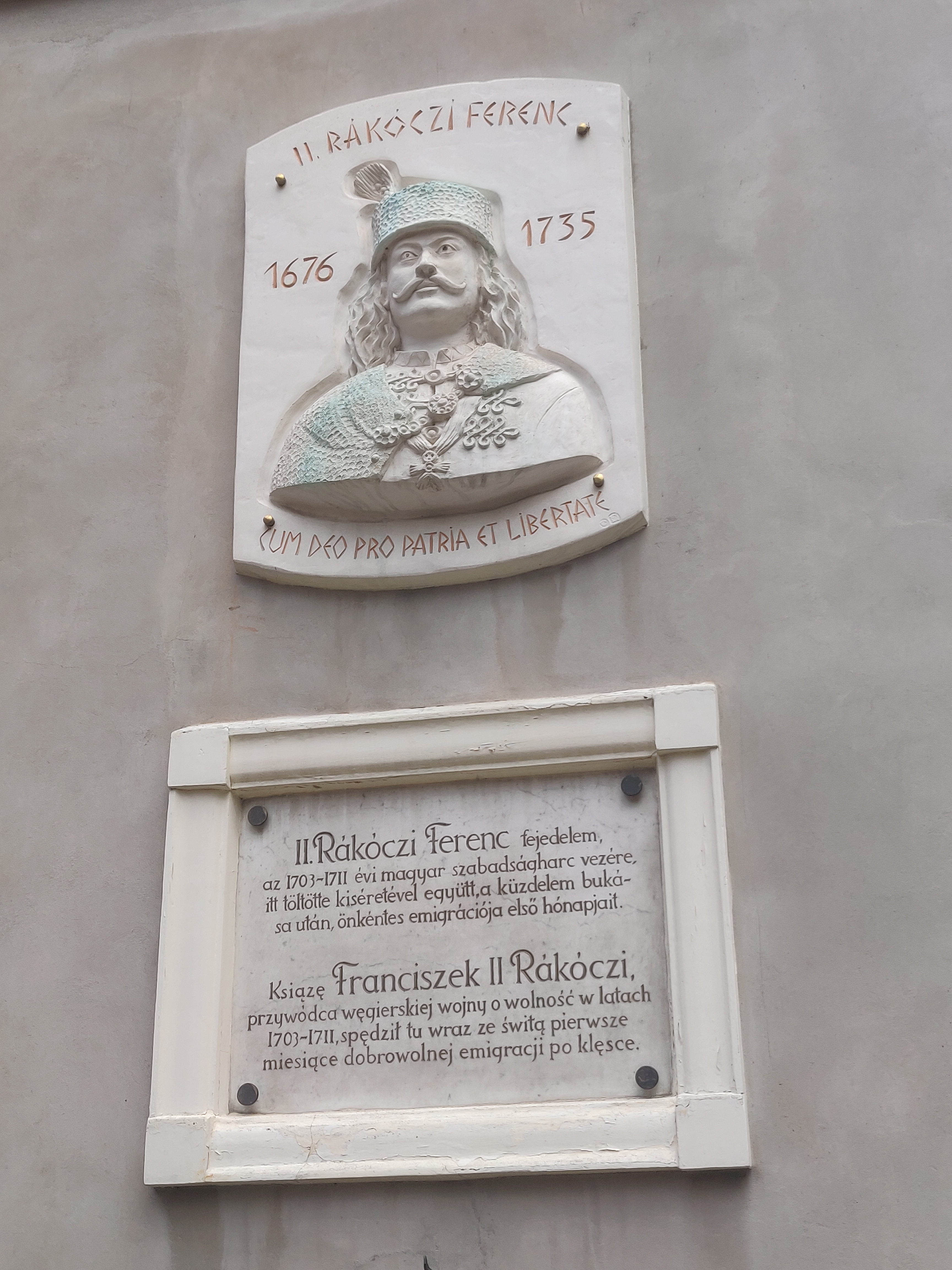
Tablica pamiątkowa na ścianie kościoła pw. św. Mikołaja i Stanisława biskupa w Jarosławiu

Franciszek II Rakoczy (węg. II. Rákóczi Ferenc) (ur. 27 marca 1676 w Boršy, zm. 8 kwietnia 1735 w Redestos) – największy węgierski magnat początku XVIII w., w latach 1703–1711 przywódca wielkiego powstania antyhabsburskiego na Węgrzech (tzw. powstanie Rakoczego), od 1704 do 1711 r. książę Siedmiogrodu.

## Życiorys
Urodził się w ówczesnym komitacie zemplińskim (dziś powiat Trebišov w południowo-wschodniej Słowacji, przy granicy węgierskiej). Po przodkach przejął tradycje walki o niepodległość Węgier. Był synem Franciszka I Rakoczego i hrabianki Heleny (Ilony) Zrińskiej. Dziadkami ze strony ojca byli Jerzy II Rakoczy i Zofia Batory (wnuczka Zofii Kostczanki i Stefana Batorego, bratanka króla polskiego). Dziadkami ze strony matki byłi Piotr IV Zriński (Petar Zrinski) ban Chorwacji, Slawonii i Dalmacji oraz Katarzyna Zrinska z domu Frankopan.
Po upadku powstania Thökölyego i zdobyciu przez cesarskie wojska twierdzy Munkacz dostał się wraz z matką i rodzeństwem do niewoli austriackiej. Oddany pod opiekę jezuitów, został wychowany w duchu katolickim. W 1700 r., po powrocie na Węgry, wspólnie z Miklósem Bercsényim rozpoczął przygotowywanie spisku antyhabsburskiego. Jednakże próba nawiązania kontaktu z królem Francji nie powiodła się, a listy spiskowców do niego przejęli austriaccy agenci i w 1701 r. Rakoczy został uwięziony. Przed wyrokiem śmierci uratowała go żona, księżniczka Karolina heska, organizując mu ucieczkę z więzienia w Wiener Neustadt. W ślad za Bercsényim zbiegł do Polski, gdzie podjął rozmowy z polskimi magnatami i posłami francuskimi. Po wybuchu powstania chłopskiego na północy Węgier, w 1703 zgodził się stanąć na jego czele.
Jeszcze z terenu Polski Rakoczy wydał odezwę „do wszystkich prawdziwych Węgrów (…) szlachciców i nieszlachciców”, wzywając ich do walki „Cum Deo pro Patria et Libertate”. 14 czerwca 1703 r., witany przez rebelianckich chłopów, przekroczył granicę w Karpatach. W krótkim czasie jego wojska opanowały niemal cały Siedmiogród i Górne Węgry.
W 1704 r. stany siedmiogrodzkie obwołały go księciem Siedmiogrodu, a w 1705 r. przez sejm zwołany w Szécsény został ogłoszony księciem Węgier. Podjąwszy tworzenie regularnej armii, w 1707 r. na sejmie w Ónod wystąpił z wnioskiem o detronizację Habsburgów w Królestwie Węgierskim i ogłosił proklamację niepodległości Węgier. We wrześniu tego samego roku doprowadził do podpisania w Warszawie sojuszu węgiersko-rosyjskiego, chociaż ostatecznie nie przyjął rosyjskiej propozycji objęcia tronu polskiego po Stanisławie Leszczyńskim.
Rok 1707 był okresem szczytowym powstania Rakoczego. Klęska w bitwie pod Trenczynem (1708), w której osobiście dowodził, i kolejne przegrane bitwy doprowadziły do upadku powstania. Rakoczy musiał ponownie uchodzić do Polski. Jego pertraktacje z carem Piotrem I Wielkim nie przyniosły pozytywnych rezultatów. Po klęsce powstania i odmowie uznania pokoju szatmarskiego z 1711 r., zmuszony udać się na emigrację (choć wcześniej cesarz obiecywał mu amnestię i zwrot skonfiskowanych dóbr rodowych). Przebywał w Polsce, Francji i wreszcie w Turcji, gdzie zmarł.
Pozostawił obszerne pamiętniki i szereg rozpraw publicystycznych, w których komentował węgierskie dzieje. Tytuły zachował aż do śmierci. Jego prochy sprowadzono do ojczyzny w 1906 roku i złożono w katedrze św. Elżbiety w Koszycach (obecnie na Słowacji), w grobie, który dzieli ze swoją matką.
Współcześnie uważany jest za jednego z węgierskich bohaterów narodowych.

## Rodzina
Franciszek Rakoczy poślubił we wrześniu 1694 roku w Kolonii księżniczkę Karolinę Amalię Heską-Rheinfels, córkę księcia Karola Heskiego, landgrafa na Rheinfels-Wanfried-Eschwege i jego drugiej żony Aleksandryny Julianny, hrabianki Leiningen-Dagsburg. W małżeństwie tym urodziło się czworo dzieci:
- Leopold Ludwik Jerzy (Lipót Lajos György) (1696–1700);
- Józef (József) (1700–1738);
- Jerzy (György) (1701–1756);
- Karolina (Sarolta) (1706–1706).

Po śmierci Karoliny w 1722 r. nie ożenił się ponownie. Ród Rakoczych wymarł wraz z jego synem Jerzym w 1756 r.

## Upamiętnienie
W Przemyślu znajduje się ulica upamiętniająca Franciszka II Rakoczego.